# Acianthus halleanus
Acianthus halleanus là một loài thực vật có hoa trong họ Lan. Loài này được Kores mô tả khoa học đầu tiên năm 1995.